# American Triade
Pour plus de détails, voir Fiche technique et Distribution.
American Triade (Paper Bullets) est un film policier américain réalisé par Serge Rodnunsky, sorti en 1999.

## Synopsis
Un flic incorruptible miné entre sa vie de famille et professionnelle est mis au défi par la pègre chinoise de Los Angeles qui le mène entre la vie et la mort...

## Fiche technique
- Titre original : Paper Bullets
- Titre français : American Triade
- Réalisateur : Serge Rodnunsky
- Scénario : Serge Rodnunsky
- Producteur : Serge Rodnunsky
- Coproducteur : Jim Dodnusky
- Casting : Gerald I. Wolff
- Genre : policier
- Durée : 90 minutes
- Sortie : 1999 au cinéma

## Distribution
- James Russo
- William McNamara
- Jeff Wincott
- Nicole Bilderback (en)
- François Chau
- Ernie Hudson